# Баграт I Куропалат
Баграт I (груз. ბაგრატ I; умер в 876 году) — эрисмтавар и куропалат Картли-Иберии из династии Багратионов и сын Ашота I.

## Биография
Баграт унаследовал от его отца Ашота I должность верховного князя и куропалата Иберии. Грузинский писатель X века Георгий Мерчуле утверждает, что Баграт был утверждён в качестве куропалата после своего отца с согласия его братьев — Адарнасе и Гуарама. Баграт поделился со своими братьями родовыми владениями, но какими землями он фактически владел, прямо не указано в средневековых источниках. Он, вероятно, правил частью Тао и Кола.
Баграт I оказался в постоянной борьбе с арабами, абхазами и кахетинцами за владение центральной Иберией (Шида Картли).
В 842 году Баграт I присоединился к арабской экспедиции во главе с Мухаммедом ибн Халидом, наместником халифа на Кавказе, против мятежного эмира Тбилиси Саака ибн Исмаила и его кахетинских союзников. В свою очередь халиф признал Баграта князем Иберии-Картли. Экспедиция закончилась безрезультатно, и Баграту пришлось помириться с Сааком.
В августе 853 года Баграт I присоединился ко второй экспедиции халифа против Саака, на этот раз во главе с Буга аль-Кабиром, который захватил Тбилиси и казнил эмира. В результате Баграт смог вернуть Шида Картли, но лишь на короткое время, когда возрождающиеся абхазы вытеснили его из этого региона.
Баграт I был покровителем крупномасштабного монашеского движения в Кларджети. Он оказал материальную помощь монаху Григолу Хандзтели в строительстве монастырского храма в Хандзте и помог построить монастыри Шатберди и Ишхани.
Баграт I был женат на дочери армянского князя Смбата VIII Багратуни и имел трёх сыновей: его старший сын Давид, который сменил его на посту верховного князя и куропалата; его второй сын Адарнасе (ум. 874), который умер при жизни своего отца; и его младший сын Ашот (ум. 885).